# Derecho migratorio
El derecho inmigratorio, también derecho de inmigración, es el conjunto de normas de derecho público que regulan el tránsito internacional de personas (nacionales y extranjeros); establece las modalidades y condiciones a las que se sujetará el ingreso, permanencia o estancia y salida de extranjeros y lo relativo a la salida, emigración y retorno o repatriación de nacionales. El derecho migratorio se relaciona con el derecho del refugio, el derecho internacional de los derechos humanos y el derecho humanitario. 
Históricamente, la migración era regulada únicamente por medio de normativa (legislación) nacional. Con el incremento en la movilidad humana global, los Estados han comenzado a cooperar entre sí, de forma que han comenzado a dictarse normas internacionales sobre este tema, como la Convención sobre la Protección de los Derechos de los Trabajadores Migrantes y sus Familiares, o el Pacto Global para una Migración Segura, Ordenada y Regular (el primer acuerdo intergubernamental sobre la temática, firmado bajo el auspicio de la Organización de las Naciones Unidas en Marruecos, en diciembre de 2018).